# Autostrada CT.08
L'autostrada CT.08, conosciuta anche come autostrada Hanoi-Hoa Binh, è un'autostrada del Vietnam lunga 29,0 chilometri che collega la capitale Hanoi con la scorrimento veloce di Hoa Binh. È affiancata su entrambi i lati dal Viale Thang Long che funge da strada accessoria per il traffico locale.

## Storia
Costruita come superstrada tra il 1996 ed il 1998, nel 2005 iniziarono lavori di miglioria per portare la CT.08 a 6 corsie ed i lavori furono conclusi il 3 ottobre 2010. Lo stesso anno iniziarono i lavori per la strada a scorrimento veloce che dallo svincolo con la QL.21 porta fino ad arrivare a Hoa Binh, strada che è stata ufficialmente aperta al traffico il 10 ottobre 2018.

## Tabella percorso
| Autostrada Hanoi-Hoa Binh |                                                    |      |      |           |
| Tipo                      | Indicazione                                        | ↓km↓ | ↑km↑ | Provincia |
|                           | Hanoi Centro                                       | 0,0  | ..   | Hanoi     |
|                           | Tangenziale di Hanoi Trung Hoa                     | ..   | ..   | Hanoi     |
|                           | Đại học Tây Nam                                    | ..   | ..   | Hanoi     |
|                           | Sai Son                                            | ..   | ..   | Hanoi     |
|                           | Zona industriale Thach That                        | ..   | ..   | Hanoi     |
|                           | Parco High-Tech di Hoa Lac                         | ..   | ..   | Hanoi     |
|                           | QL.21 per Son Tay e Xuan Mai Strada di Ho Chi Minh | ..   | ..   | Hanoi     |
|                           | Scorrimento veloce per Hoa Binh                    | 29,0 | ..   | Hanoi     |